# La Roue Tourangelle 2023
De 21e editie van de wielerwedstrijd La Roue Tourangelle vond plaats op 26 maart 2023. Titelverdediger was Nacer Bouhanni. Deze editie werd gewonnen door de Ier Rory Townsend.
De wedstrijd was onderdeel van de Coupe de France en de UCI Europe Tour.
De wedstrijd vond plaats over 202 kilometer, er waren zeven verschillende klimmetjes opgenomen in het parcours. Na bijna vijf uur koers won Townsend in de sprint van Gerben Thijssen en Pierre Barbier.

## Uitslag
| Plaats  | Naam            | Ploeg                       | tijd     |
| ------- | --------------- | --------------------------- | -------- |
| Winnaar | Rory Townsend   | Bolton Equities Black Spoke | 4u53'16" |
| 2       | Gerben Thijssen | Intermarché-Circus-Wanty    | z.t.     |
| 3       | Pierre Barbier  | CIC U Nantes Atlantique     | z.t.     |
| 4       | Arvid de Kleijn | Tudor Pro Cycling Team      | z.t.     |
| 5       | Anthony Perez   | Cofidis                     | z.t.     |
| 6       | Timothy Dupont  | Tarteletto-Isorex           | z.t.     |
| 7       | Paul Penhoët    | Groupama-FDJ                | z.t.     |
| 8       | Eddy Finé       | Cofidis                     | z.t.     |
| 9       | Tord Gudmestad  | Uno-X Pro Cycling Team      | z.t.     |
| 10      | Donavan Grondin | Arkéa Samsic                | z.t.     |

2002 · 2003 · 2004 · 2005 · 2006 · 2007 · 2008 · 2009 · 2010 · 2011 · 2012 · 2013 · 2014 · 2015 · 2016 · 2017 · 2018 · 2019 · 2020 · 2021 · 2022 · 2023 · 2024 · 2025